# The Man Who Cried
The Man Who Cried es una película anglofrancesa lanzada en el año 2000. Fue escrita y dirigida por Sally Potter y protagonizada por Christina Ricci, Cate Blanchett, Johnny Depp, Harry Dean Stanton y John Turturro. La película cuenta la historia de una joven judía que después de ser separada de su padre en la Unión Soviética, crece en Inglaterra, más tarde, durante su adolescencia se traslada a París (poco antes del comienzo de la Segunda Guerra Mundial) y luego, cuando la Alemania nazi invade la capital francesa, se traslada a Estados Unidos.
Fue estrenada en el Festival de Venecia del año 2000 y fue proyectada en otros festivales como el Festival de Cine de Londres y el Festival Internacional de Cine de Mar del Plata.

## Argumento
Fegele Abramovich (Christina Ricci) es una judía rusa que, estando aún pequeña, es separada de su padre en 1927. Éste había viajado hacia América en busca de fortunas para mandar a su hija y su madre, pero antes, el pueblo es atacado, y Fegele se ve obligada a escapar dejando atrás a sus compatriotas. Conservando únicamente una foto de su padre, se embarca hacia las islas británicas donde es adoptada por una pareja bajo el nombre de Susan. Al cumplir la mayoría de edad, se va de casa y se dirige a Francia, donde es contratada como artista en un cabaret. Allí conoce a un gitano que pronto se convierte en su primer amor. Una vez la guerra alcanza Francia, Susan se ve obligada a decidir entre quedarse a pelear y morir junto al amor de su vida, o continuar su travesía hacia Estados Unidos en busca de su padre.

## Reparto
- Christina Ricci - Suzie
- Oleg Yankovsky - Father
- Claudia Lander-Duke - Young Suzie
- Cate Blanchett - Lola
- Miriam Karlin - Madame Goldstein
- Johnny Depp - Cesar
- Harry Dean Stanton - Felix Perlman
- John Turturro - Dante Dominio